# (505476) 2013 UL15
(505476) 2013 UL15 est un objet binaire de la ceinture de Kuiper faisant partie des cubewanos découvert le  2 août 2013, un compagnon a été trouvé en 2019.

## Caractéristiques
(505476) 2013 UL15 mesure environ 119 km de diamètre ayant un satellite de 94 km. Les objets orbitent à 5 370 ± 60 km l'un de l'autre,. L'objet pourrait être qualifié de transneptunien double.